# If (chanson de Janet Jackson)
Pour les articles homonymes, voir If.
Singles de Janet Jackson
That's the Way Love Goes
(1993) Again
(1993)
Pistes de janet.
Interlude: Be a Good Boy Interlude: Back
If est une chanson de l'artiste américaine Janet Jackson issue de l'album janet. (1993). Elle sort en tant que deuxième single de l'album le 13 juillet 1993 sous le label Virgin Records.

## Informations
La chanson est construite sur  un sample de Someday We'll Be Together, une chanson des Supremes sortie en 1969, et un riff de guitare électrique. La combinaison de rythmes new jack swing, pop et heavy metal est une innovation pour Janet Jackson, une extension des styles développés sur son précédent album, Janet Jackson's Rhythm Nation 1814.
Il y a eu un conflit lors du choix du 1er single de l'album Janet. Virgin Records voulait lancer cette chanson comme 1er extrait de l'album au départ, mais Janet, Jam et Lewis n'était pas d'accord avec ça et voulaient lancer That's the Way Love Goes, qui selon eux, donne le ton au reste de l'album. Ils ont finalement réussis à convaincre la compagnie de sortir comme 1er single That's the Way Love Goes. Cette chanson sortiras donc comme 2e extrait de l'album.
Janet Jackson a interprété cette chanson pour la première fois lors des MTV Video Music Awards de 1993; cette version apparait sur l'édition limitée de l'album Janet.. Un remix de If, intitulé "Brothers in Rhythm House Mix", se trouve sur l'album Janet. Remixed, sorti en 1995.
La face B du single est une reprise de la chanson One More Chance, interprétée à l'origine par Randy Jackson sur l'album Victory.
Cette chanson a été interprétée lors de chacune des tournées de Janet Jackson.

## Critiques
Les critiques ont considéré If comme une chanson sexuellement explicite. Nicholas Jennings de Maclean's a écrit "La chanson If se détache du reste de l'album Janet., avec ses paroles explicites. "You on the rise/as you're touching my tights".". Selon Craig S. Semon de Telegram & Gazette, If est "L'une des pistes les plus excitantes de Janet.. Jackson fait part de ses fantasmes sexuels à propos d'un homme qui ne sait même pas qu'elle existe." Jon Pareles du New York Times a comparé la chanspon à celles de Michael Jackson : "If est semblable à Why You Wanna Trip On Me de Michael Jackson, avec débutant avec une guitare électrique hurlante et un premier couplet scandé, pour arriver à une douce mélodie." Certains critiques ont fait remarquer la présence d'un riff de guitare, qui selon Greg Kot du Chicago Tribune "donne du punch à la chanson".

## Clip
Réalisé par Dominic Sena, le clip vidéo illustrant la chanson se déroule dans une boîte de nuit asiatique futuriste rempli de caméras filmant les relations intimes de mécènes dans un boudoir. Le clip est une métaphore sur le thème du fantasme sexuel, du désir, et du voyeurisme. La chorégraphie est l’œuvre de Tina Landon.
Ce clip  remporté le MTV Video Music Award de la meilleure vidéo féminine ainsi que le Billboard Music Award du clip dance de l'année en 1994.